# 水野源三
水野 源三（みずの げんぞう、1937年1月2日 - 1984年2月6日）は、日本の詩人。

## 概要
長野県埴科郡坂城町に生まれる。9歳の時赤痢に罹りその高熱によって脳性麻痺を起こし、やがて目と耳の機能以外のすべてを失った。話すことも書くことも出来なくなったが、母親が何とか彼と意思の疎通をしようと五十音順を指で指し示したところ、目の動きで応答した。これが47歳で死去するまでの彼の唯一のコミュニケーション能力となる。「瞬きの詩人」と呼ばれるようになったのはそのためである。
病気になってから4年目の12才の時、町の教会の宮尾牧師が訪れ、聖書を置いていった。それを母に頁をめくってもらい、丹念に読んだ源三は、やがてクリスチャンとなる。18歳の時からは詩作を開始し多くの作品を生み出す。その詩風は神への喜びを表す純粋な詩であったという。

## 著作
- 『わが恵み汝に足れり―水野源三第一詩集』（1975年02月 、アシュラム・センター）
- 『主にまかせよ汝が身を―水野源三第二詩集 』（1978年08月、アシュラム・センター）
- 『今あるは神の恵み―水野源三第三詩集』（1981年09月、アシュラム・センター）
- 『み国をめざして―水野源三第四詩集』（1984年06月、アシュラム・センター）